# Ковальский, Антон Филиппович
Антон Филиппович Кова́льский (1906 — 14 апреля 1945) — сапёр 134-го гвардейского отдельного сапёрного батальона (11-й гвардейский танковый корпус, 1-я гвардейская танковая армия, 1-й Украинский фронт) гвардии ефрейтор, Герой Советского Союза (1944).

## Биография
Антон Филиппович Ковальский родился в 1906 году в д. Русский Саскуль ныне Гафурийского района Башкирии.
Украинец. Член ВКП(б). До войны работал бригадиром плотников в колхозе.
Призван в Красную Армию Гафурийским райвоенкоматом в январе 1942 года.
На фронте Великой Отечественной войны с февраля 1943 года.
Гвардии ефрейтор А. Ф. Ковальский отличился 19 июля 1944 года в боях при форсировании реки Западный Буг. Погиб в одном из боёв 14 апреля 1945 года.

## Подвиг
«Сапёр 134-го гвардейского отдельного сапёрного батальона (11-й гвардейский танковый корпус, 1-я гвардейская танковая армия, 1-й Украинский фронт) гвардии ефрейтор А. Ф. Ковальский при форсировании реки Западный Буг 19 июля 1944 года в условиях беспрерывного артиллерийского обстрела и бомбардировки с воздуха авиацией противника вместе с сапёрами своего взвода в течение часа восстановил разрушенный мост и сделал объезд для танков. В течение пяти часов Ковальский содержал переправу, находясь постоянно в воде. Обеспечил бесперебойный пропуск всех боевых машин бригады.
Ночью 23 июля 1944 г. при форсировании р. Сан под автоматным и миномётным обстрелом противника, будучи рулевым, перевёз до батальона пехоты, а 24 июля 1944 г. при строительстве моста через р. Сан при бомбардировке и миномётном обстреле врага выполнял задание по установке опор».
Указом Президиума Верховного Совета СССР от 23 сентября 1944 года за образцовое выполнение заданий командования и проявленные мужество и героизм в боях с немецко-фашистскими захватчиками гвардии ефрейтору Ковальскому Антону Филипповичу присвоено звание Героя Советского Союза с вручением ордена Ленина и медали «Золотая Звезда» (№ 4572).

## Награды
- Медаль «Золотая Звезда» Героя Советского Союза (23.09.1944)[4][5].
- Орден Ленина.
- Орден Красной Звезды (23.01.1944)[6]
- Орден Красной Звезды (14.02.1944)[7].
- Медаль «За отвагу» (29.07.1943)[8].
- Медаль «За боевые заслуги» (1943).

## Память
В д. Русский Саскуль Гафурийского района Республики Башкортостан на здании школы, где учился А. Ф. Ковальский, установлена мемориальная доска.